# 志摩プランニング
有限会社志摩プランニングは、SM専門のアダルトビデオメーカー。代表取締役は女体調教師兼AV監督の志摩紫光。所在地は〒171-0033東京都豊島区高田3-6-10-408(〒171-0033）。

## 沿革
大共社のSM雑誌「スペシャリーS&M」の編集長を務め、同社の無審査ビデオ「アニマルビデオ」の制作を手がけていた志摩紫光が1986年に創業。最初の作品は「志摩ビデオ」による「ザ・淫虐」（1986年7月15日発売）。
初期には「SEXYビデオ」レーベルで一般アダルト作品をリリースしたこともあったが、すぐにSM・ボンデージ路線に特化。作品はいずれも志摩独得の美意識が貫かれたもので、出演者との強固な信頼関係に裏打ちされたハードな責めと、マニアックな作風により、一部に熱烈な支持者を獲得した。
創業以来ビデ倫に加盟していたが、2002年12月にソフト・オン・デマンドグループに加入。セルメーカーとしてインディーズ市場に参入した。現在は、SODグループメーカーからは脱退し、メーカー公式HPも閉鎖されており現在、映像制作は行われていない。